# Sloan Digital Sky Survey
Sloan Digital Sky Survey (SDSS) – jeden z najważniejszych przeglądów nieba w historii astronomii. Nazwa projektu jest związana z Fundacją im. Alfreda P. Sloana. Program obserwacyjny został rozpoczęty w roku 2000 i do chwili obecnej przyniósł odkrycie m.in. 930 tysięcy galaktyk oraz ponad 120 tysięcy kwazarów po przejrzeniu ponad 1/4 całego nieba.

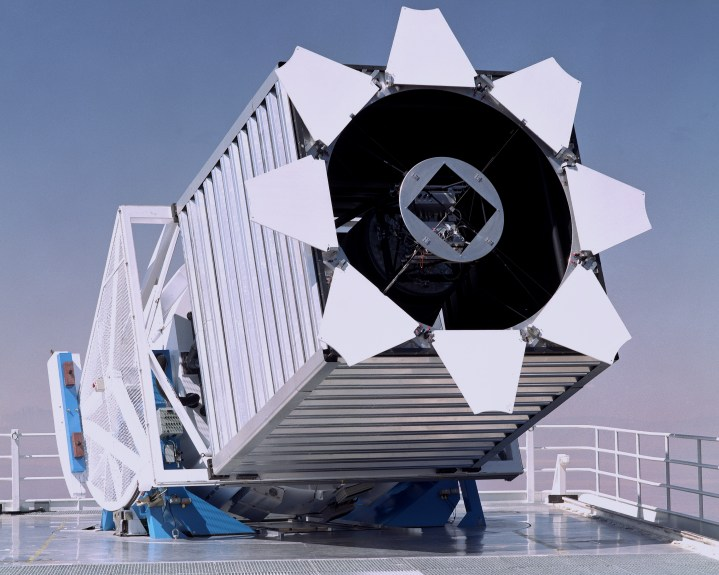
2,5-metrowy teleskop w Apache Point Observatory wykorzystywany w przeglądzie SDSS

Przegląd wykonywany jest przy pomocy dedykowanego 2,5-metrowego teleskopu w Apache Point Observatory w Nowym Meksyku, przy współpracy ponad 40 instytucji z całego świata. Pojedyncze ujęcie obejmuje 1,5 stopnia kwadratowego na niebie (równoważnik około 8 tarcz Księżyca w pełni), obraz rejestrowany jest w pięciu barwach przez kamerę CCD. Odkrywane są nie tylko galaktyki i kwazary, ale także gwiazdy, w tym mające ogromne znaczenie dla kosmologii gwiazdy supernowe typu Ia. Kwazary i galaktyki są następnie obserwowane spektroskopowo.
Przegląd prowadzony jest etapami:
- SDSS-I – w latach 2000–2005
- SDSS-II – w latach 2005–2008
- SDSS-III – w latach 2008–2014
- SDSS-IV – w latach 2014–2020

W przeglądzie SDSS-IV po raz pierwszy prowadzone są obserwacje także z półkuli południowej – za pomocą teleskopu Irénée du Pont Telescope o średnicy zwierciadła 2,5 metra, znajdującego się w Obserwatorium Las Campanas w Chile.
Badania oparte na przeglądzie SDSS przynoszą szereg ważnych odkryć w takich dziedzinach jak: własności galaktyk, ewolucja galaktyk (w tym ewolucja kwazarów), struktura Drogi Mlecznej oraz Galaktyki Andromedy, występowanie asteroid i innych małych ciał w Układzie Słonecznym, badanie wielkoskalowej struktury materii we Wszechświecie (w tym zagadnienia ciemnej materii i ciemnej energii).
W ramach tego przeglądu nieba na podstawie obserwacji z lat 1998–2015 według danych z 24 maja 2019 roku odkryto 1581 planetoid.